# Виктория (Энтре-Риос)
Виктория (исп. Victoria) — город и муниципалитет в департаменте Виктория провинции Энтре-Риос (Аргентина), административный центр департамента.

## История
В 1750 году испанская военная экспедиция убила в этих местах большое число индейцев, и эта местность стала известна как Серро-де-ла-Матанса (исп. Cerro de la Matanza).
В 1808 году здесь был построен ораторий. Вокруг оратория вырос населённый пункт Ла-Матанса, которому в 1826 году был присвоен статус городка (вилья). В 1829 году он был переименован в Виктория. В 1849 году был образован департамент Виктория, и городок стал его административным центром. В 1851 году он был поднят в статусе до города (сьюдад). В 1873 году был образован муниципалитет.
В 2003 году был открыт мост через дельту Параны, связавший Викторию с городом Росарио.